# Żwirowiec orientalny
Żwirowiec orientalny (Glareola maldivarum) – gatunek średniej wielkości ptaka z rodziny żwirowcowatych (Glareolidae). Występuje w południowej, południowo-wschodniej i wschodniej Azji, zimuje bardziej na południe – aż po Australię. Nie jest zagrożony wyginięciem.

## Taksonomia
Po raz pierwszy gatunek opisał Johann Reinhold Forster na podstawie holotypu z okolic Malediwów. Nadał mu nazwę Glareola (Pratincola) Maldivarum. Obecnie (2025) Międzynarodowy Komitet Ornitologiczny podtrzymuje nazwę G. maldivarum. Uznaje gatunek za monotypowy. Dawniej żwirowca orientalnego uznawano za jeden gatunek ze żwirowcem łąkowym (G. pratincola).

## Morfologia
Długość ciała wynosi 23–25 cm, rozpiętość skrzydeł 58–64 cm, masa ciała 59–95 g. Długość skrzydła 170–200 mm, długość górnej krawędzi dzioba 12–15 mm, długość skoku 30–37 mm, długość ogona 71–59 mm. Głębokość wcięcia w ogonie wynosi 22–23 mm u samców, 17–30 mm u samic. Żwirowce orientalne upierzeniem bardzo przypominają żwirowce łąkowe i stepowe (G. nordmanni). Wyróżniają się całkowicie ciemnymi lotkami II rzędu (tylko u ptaków dorosłych) i kasztanowymi pokrywami podskrzydłowymi. U dorosłych wierzch skrzydła jest całkowicie ciemny, jak u żwirowców stepowych. Osobniki młodociane mają bardzo cienkie, płowobiałe obrzeżenie lotek II rzędu, cieńsze niż u młodocianych żwirowców łąkowych. W porównaniu do żwirowców łąkowych we wszystkich szatach żwirowce orientalne zdają się mieć większą płowopomarańczową plamę w niższej części piersi.

## Zasięg występowania
Żwirowce orientalne są wędrowne. Gniazdują na obszarze od skrajnie południowej Syberii, wschodniej Mongolii i północno-wschodnich Chin (Heilongjiang) na południe po północne Indie, Sri Lankę, południowo-wschodnią Azję i Tajwan. Lokalnie gniazdują także w zachodniej Japonii i na wyspach Riukiu. Lęgi stwierdzono również w południowym Pakistanie, północnych Filipinach i na Borneo. Zimują na obszarze od Malediwów, Indii i południowo-wschodniej Azji przez Indonezję i Nową Gwineę po Australię. Większość żwirowców orientalnych na miejsce zimowania wybiera Australię. Sporadycznie zagubione ptaki docierają do Nowej Zelandii.

## Ekologia i zachowanie

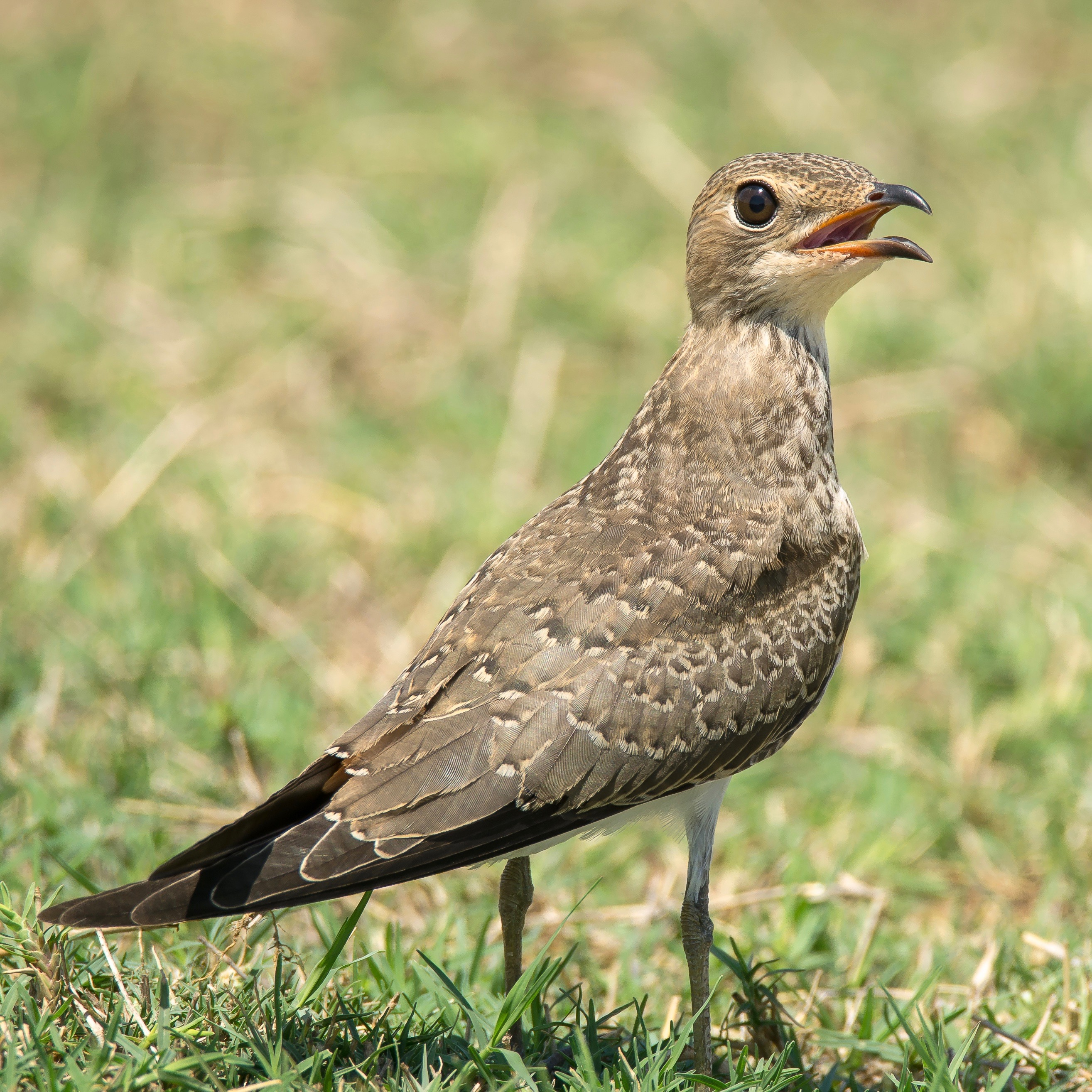
Osobnik młodociany

Zwyczajami żwirowce orientalne nie różnią się od żwirowców łąkowych. Zamieszkują otwarte obszary, takie jak łąki, pastwiska, lotniska, boiska i okolice obszarów podmokłych (bagna, okolice rzek, jezior, solnisk, zarybionych stawów i pól ryżowych). Pożywieniem żwirowców orientalnych w sezonie lęgowym są owady i inne naziemne stawonogi, szczególnie prostoskrzydłe i chrząszcze. Poza sezonem lęgowym również zjadają bezkręgowce, takie jak ważki, prostoskrzydłe, chrząszcze, ćmy, mrówki, termity, pszczoły i osy.

### Lęgi
Zniesienia przypadają na okres od kwietnia do czerwca. Na obszarach otwartych gniazdują w luźnych koloniach, często tuż po pożarach traw. Gniazdo to zazwyczaj płytki dołek w ziemi. Zniesienie liczy 2 lub 3 jaja. Okres inkubacji i czas, po jakim młode są w pełni opierzone, nie są znane. Według różnych źródeł trwają tyle samo, co u żwirowców łąkowych, u których wysiadywanie trwa 17–19 dni.

## Status
IUCN uznaje żwirowca orientalnego za gatunek najmniejszej troski (LC, Least Concern) nieprzerwanie od 1988 (stan w 2025). W 2023 roku organizacja Wetlands International szacowała liczebność światowej populacji na 2 890 000 – 2 980 000 osobników. Globalny trend liczebności uznawany jest za stabilny.